# Цвіллінга (Челябінська область)
Цвіллінга (рос. Цвиллинга) — селище у Чесменському районі Челябінської області Російської Федерації.
Входить до складу муніципального утворення Цвиллінгське сільське поселення. Населення становить 515 осіб (2010). Населений пункт розташований на території українського культурного та етнічного краю Сірий Клин.

## Історія
Від 18 січня 1935 року належить до Чесменського району Челябінської області.
Згідно із законом від 12 листопада 2004 року органом місцевого самоврядування є Цвиллінгське сільське поселення .

## Населення
| 2002 | 2010 |
| ---- | ---- |
| 484  | ↗515 |